# Antàrtida Oriental

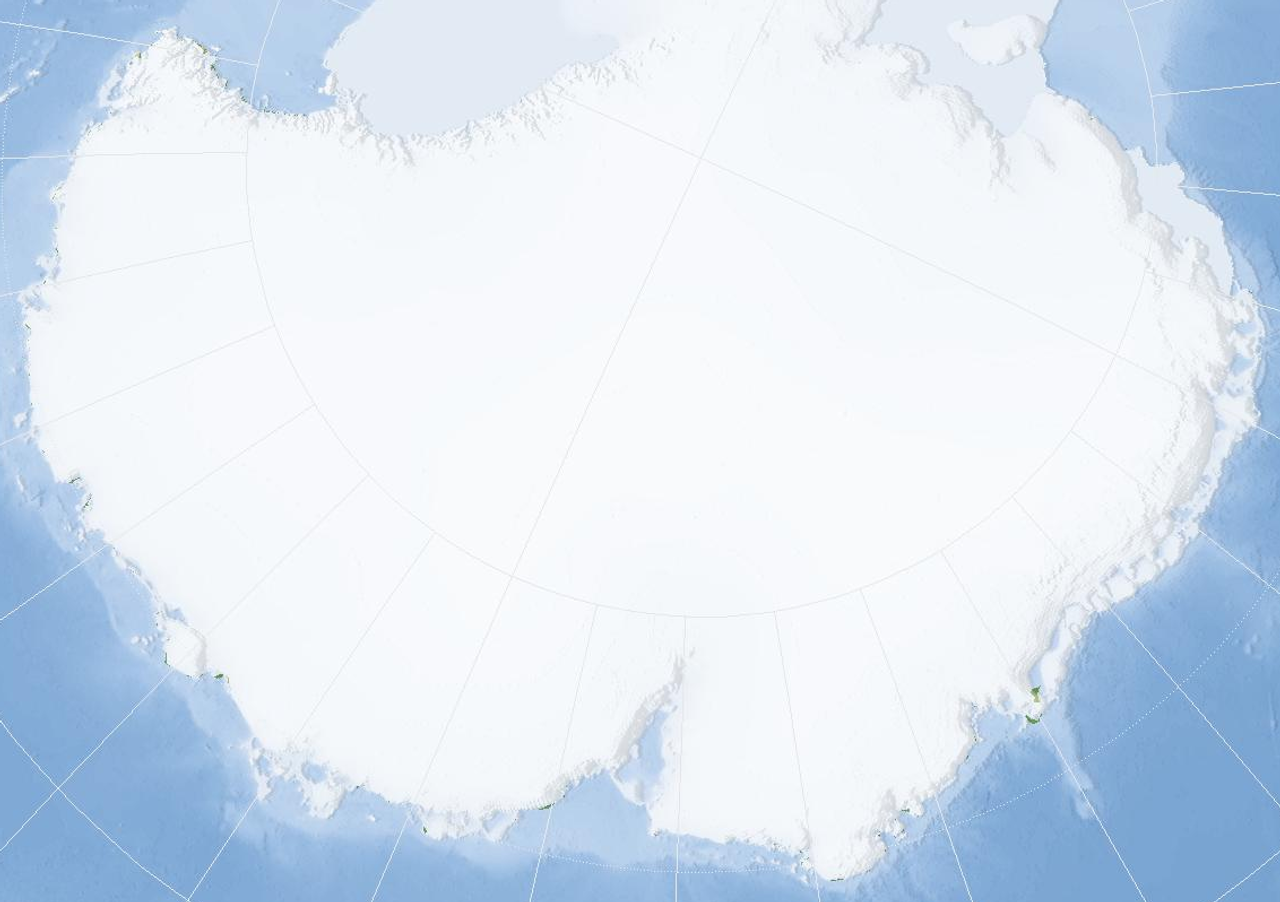
Mapa de l'Antàrtida Oriental

L'Antàrtida Oriental, anomenada també Antàrtida Major, és una de les dues grans regions en què es divideix l'Antàrtida, corresponent al costat que queda cap a l'oceà Índic, partint des de les muntanyes Transantàrtiques. Comprèn bàsicament la terra de Coats, la terra de la Reina Maud, terra d'Enderby, terra de Kemp, terra de Mac Robertson, terra de Wilkes, terra Victòria i l'Altiplà Polar. Gairebé tota l'Antàrtida Oriental forma part de l'Hemisferi Oriental. S'hi troba el pol Sud geogràfic, el Pol Sud geomagnètic i el pol sud d'inaccessibilitat.
De vegades també s'utilitza el nom Antàrtida Oriental per referir-se només a l'àrea del continent que es troba dins de l'Hemisferi Oriental.
El nom ha existit des de fa més d'un segle, apareixen als llibres'Antarctica d'Edwin Swift Balch (1902) i Anctarctica d'Otto Nordenskjold (1905), però el seu ús generalitzat va començar amb l'Any Geofísic Internacional (1957-1958), ja que les exploracions havien revelat que les muntanyes Transantàrtiques constitueixen una útil separació regional entre l'Antàrtida Occidental i l'Antàrtida Oriental. El Advisory Committee on Antarctic Names (US-ACAN, Estats Units) va aprovar el nom (en anglès, East Antarctica) el 1962.
A diferència de l'Antàrtida Occidental, la major part de l'Antàrtida Oriental és un gran escut corresponent a un extens crató actualment cobert per una extensa capa de gel.
A l'Antàrtida Oriental es troben les glaceres més grans del planeta Terra i -a la Terra de Wilkes- existeix un gegantí cràter d'origen meteòric anomenat cràter de la Terra de Wilkes.